# Thargelia distincta
Thargelia distincta là một loài bướm đêm trong họ Noctuidae.